# Freixo de Espada à Cinta
Freixo de Espada à Cinta – miejscowość w Portugalii, leżąca w dystrykcie Bragança, w regionie Północ w podregionie Douro. Miejscowość jest siedzibą gminy o tej samej nazwie.

## Demografia
| Liczba ludności gminy Freixo de Espada à Cinta (1801–2011) | Liczba ludności gminy Freixo de Espada à Cinta (1801–2011) | Liczba ludności gminy Freixo de Espada à Cinta (1801–2011) | Liczba ludności gminy Freixo de Espada à Cinta (1801–2011) | Liczba ludności gminy Freixo de Espada à Cinta (1801–2011) | Liczba ludności gminy Freixo de Espada à Cinta (1801–2011) | Liczba ludności gminy Freixo de Espada à Cinta (1801–2011) | Liczba ludności gminy Freixo de Espada à Cinta (1801–2011) | Liczba ludności gminy Freixo de Espada à Cinta (1801–2011) | Liczba ludności gminy Freixo de Espada à Cinta (1801–2011) |
| ---------------------------------------------------------- | ---------------------------------------------------------- | ---------------------------------------------------------- | ---------------------------------------------------------- | ---------------------------------------------------------- | ---------------------------------------------------------- | ---------------------------------------------------------- | ---------------------------------------------------------- | ---------------------------------------------------------- | ---------------------------------------------------------- |
| 1801                                                       | 1849                                                       | 1900                                                       | 1930                                                       | 1960                                                       | 1981                                                       | 1991                                                       | 2001                                                       | 2004                                                       | 2011                                                       |
| 3 568                                                      | 4 583                                                      | 6 848                                                      | 7 034                                                      | 7 288                                                      | 5 717                                                      | 4 914                                                      | 4 184                                                      | 4 014                                                      | 3 780                                                      |

## Sołectwa
Sołectwa gminy Freixo de Espada à Cinta:
- Fornos – 206 osób
- Freixo de Espada à Cinta – 2188 osób
- Lagoaça – 411 osób
- Ligares – 397 osób
- Mazouco – 167 osób
- Poiares – 411 osób